# Melanolophia centosa
Melanolophia centosa là một loài bướm đêm trong họ Geometridae.